# Дзвони (журнал)
«Дзвони» — щомісячний літературно-науковий журнал католицького спрямування. Виходив у Львові у 1931—1939 роках. 
Редколегію очолював о. Йосип Сліпий, відповідальний редактор – П.-М.Ісаїв. 
Журнал публікував поетичні й прозаїчні твори, переклади, наукові статті, рецензії, бібліографічні та хронікальні матеріали. На його сторінках друкувалися поезії Б. Антонича, С. Гординського, Б. Лепкого, Г. Костельника, Б. Кравціва, Ю. Липи, В. Пачовського, прозаїчні твори Н. Королевої, У. Самчука, К. Гриневичевої та ін. В основі літературознавчої позиції лежала концепція ідейно-етичного естетизму, обґрунтована в статтях М. Гнатишака, К. Чеховича, П.-М. Ісаїва. Історіософія журналу базувалася на ідеях державницької школи В. Липинського, які розвивали В. Кучабський, В. Р. Залозецький-Сас, М. Демкович-Добрянський. Журнал виступав як проти атеїзму та матеріалізму, так і проти націоналізму Д. Донцова. 
Видавав «Бібліотеку «Дзвонів»», до якої увійшло понад 30 книг художньої та науково-популярної літератури.